# Ново-Троїцьк
Ново-Троїцьк (рос. Ново-Троицк) — село Турочацького району, Республіка Алтай Росії. Входить до складу Артибаського сільського поселення.
Населення — 40 осіб (2015 рік).